# كيث ماكفيرسون
كيث ماكفيرسون (بالإنجليزية: Keith McPherson)‏ (10 سبتمبر 1963 في المملكة المتحدة - ) هو لاعب كرة قدم بريطاني في مركز الدفاع. لعب مع برايتون أند هوف ألبيون وكامبريدج يونايتد ونادي ريدنغ ونادي نورثامبتون تاون ووست هام يونايتد.

## وصلات خارجية
- كيث ماكفيرسون على موقع قاعدة بيانات كرة القدم.إي يو (الإنجليزية)
- كيث ماكفيرسون على موقع Soccerbase.com (لاعب) (الإنجليزية)